# 홍상표
홍상표(1984년 11월 8일~)는 대한민국의 배우이다.

## 학력
- 중앙대학교 연극학과
- 제주대학교 영어영문학과
- 대정고등학교
- 대정중학교
- 대정초등학교

## 출연작

### 영화
- 《힘을 낼 시간》 (2024년) - 상표 역
- 《소방관》 (2024년) - 경호 역
- 《태어나길 잘했어》 (2022년) - 주황 역
- 《관계의 가나다에 있는 우리는》 (2021년) - 황씨 아저씨 역
- 《야구소녀》 (2020년) - 독립구단 감독 역
- 《초미의 관심사》 (2020년) - 고시원 총무 역
- 《봉오동 전투》 (2019년) - 재수 역
- 《연희동》 (2018년) - 사장님 역
- 《살아남은 아이》 (2018년) - 정 형사 역
- 《뼈》 (2017년) - 경호 역
- 《홈런 》(2017년) -박봉남 역
- 《분장》 (2017년) - 바텐더 역
- 《야근수당》 (2016년) - 상표 역
- 《할머니와 돼지머리》 (2016년) - 맹인 역
- 《죽부인의 뜨거운 밤》 (2014년)
- 《개를 훔치는 완벽한 방법》 (2014년) - 견인차보관소직원 역
- 《현기증》 (2014년) - 형사 현종 역
- 《지슬: 끝나지 않은 세월 2》 (2013년) - 상표 역
- 《잘 알지도 못하면서》 (2009년) - 제주 남학생 1 역

### 드라마
- 《보이스 4》 (2021년, tvN) - 부귀남 역
- 《모범형사 2》 (2022년, JTBC) - 조진철 역
- 《모범택시 2》 (2023년, SBS) - 조진철 역

### 연극
- 《인터뷰》 - 주변 역
- 《소라별 이야기》 - 땜빵 역

### 예능
- 《대표자》 - 제주 패널

## 수상
- 2013년 제14회 부산영화평론가협회상 신인연기자상